# Orange center
„Orange center“ е българска верига книжарници, основана през 2004 г.

## История
През 2012 г. „Orange center“ създава издателство „Orange Books“, под чието лого са издадени 25 заглавия на популярни автори като Дженифър Донъли, Андрю Фукуда, Ема Хийли, Никос Диму.
През 2013 г. „Orange center“ се присъединява към партньорите на УНИЦЕФ България, подкрепяйки работата на организацията и в частност програмите свързани с образованието. Те са насочени към развиване на ранното учене, включване на децата във форми на предучилищно възпитание и образование, подкрепа за задържане в училище на момчетата и момичетата.
Към 2015 г. веригата има 10 магазина на територията на България. Магазините са разположени в София, Варна и Бургас. Концепцията на веригата е да представя на едно място книги, музика, луксозни продукти, подаръци, пособия за ученика, офис и бизнес продукти, игри и играчки.